# رومان میلر
رومان میلر (انگلیسی: Ramon Miller؛ زادهٔ ۱۷ فوریهٔ ۱۹۸۷) دونده اهل باهاما است.
وی در مسابقات کشوری و بین‌المللی در مجموع برندهٔ ۳ مدال طلا، ۵ مدال نقره، ۳ مدال برنز شده‌است.